# Circonscriptions législatives de la province de Samar
La province de Samar aux Philippines est constituée de deux circonscriptions législatives, chacune représentée par un député à la Chambre des représentants. Une troisième circonscription existait de 1907 à 1969, avant que la province ne soit divisée en trois — Samar occidental (simplement Samar depuis 1969), Samar oriental et Samar du Nord — par l'acte républicain no 4221, puis intégrée momentanément à la Région VIII de 1978 à 1984.

## Première circonscription
- Villes : Calbayog

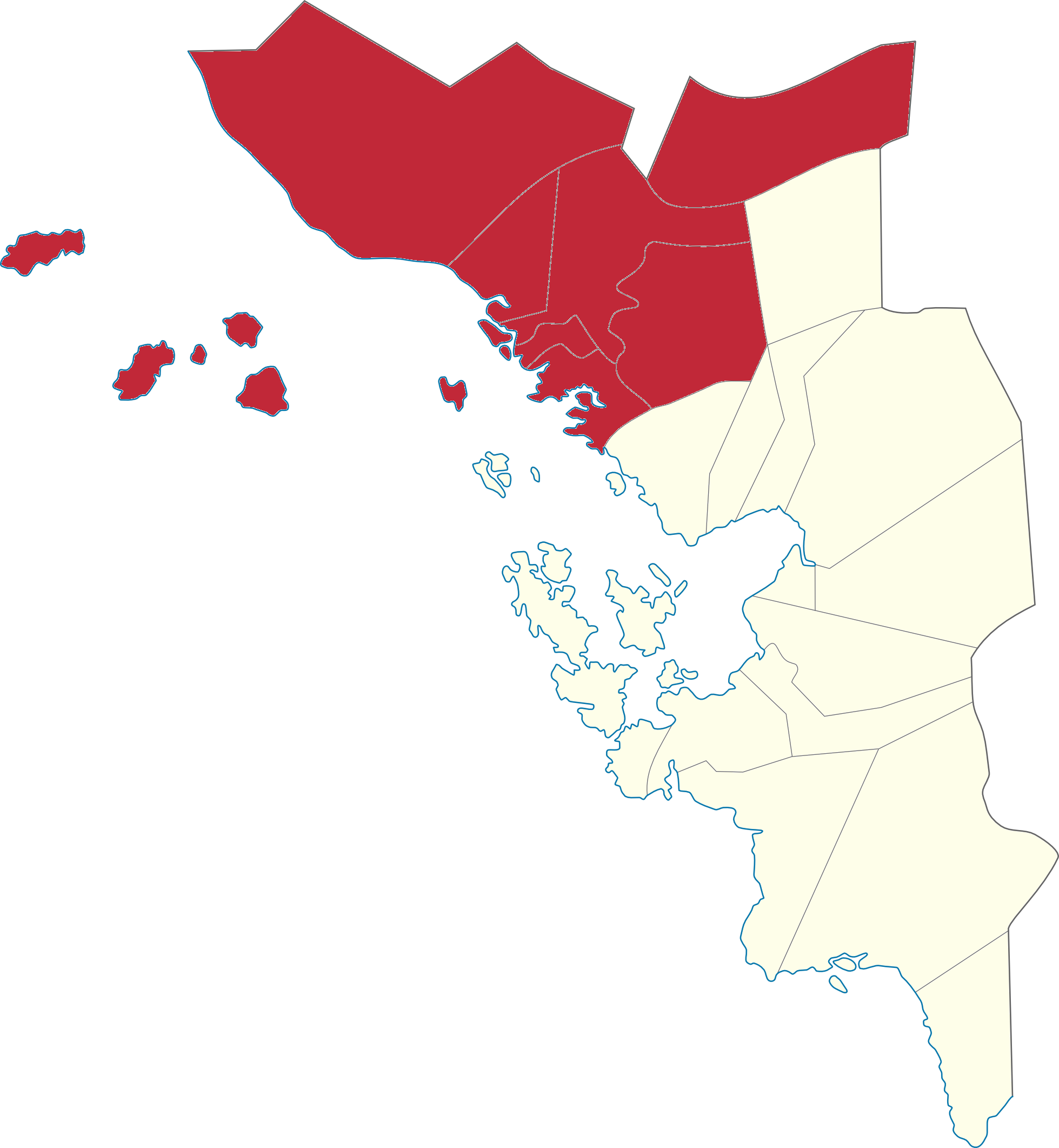
Carte de la première circonscription.

- Municipalités : Almagro, Gandara, Matuguinao, Pagsanghan, San Jorge, Santa Margarita, Santo Niño, Tagapul-an, Tarangnan
- Population (2015) : 332 320[1]

| Période               | Député                 |
| --------------------- | ---------------------- |
| 8e Congrès 1987-1992  | Jose A. Roño           |
| 9e Congrès 1992-1995  | Rodolfo T. Tuazon      |
| 10e Congrès 1995-1998 | Rodolfo T. Tuazon      |
| 11e Congrès 1998-2001 | Rodolfo T. Tuazon      |
| 12e Congrès 2001-2004 | Reynaldo S. Uy         |
| 13e Congrès 2004-2007 | Reynaldo S. Uy         |
| 14e Congrès 2007-2010 | Reynaldo S. Uy         |
| 15e Congrès 2010-2013 | Mel Senen S. Sarmiento |
| 16e Congrès 2013-2016 | Mel Senen S. Sarmiento |

1. ↑  Nommé secrétaire d'État le 11 septembre 2015.

### 1907-1969
- Municipalités : Allen, Bobon, Calbayog, Capul, Catarman, Catubig, Laoang, Lavezares, Mondragon, Oquendo (annexée par Calbayog en 1948), Palapag, Pambujan, San Antonio, Tinambacan (annexée par Calbayog en 1948), Gamay, Las Navas, San Jose, San Isidro, Lapinig, San Roque, Mapanas, San Vicente, Silvino Lobos

| Période                              | Député                         |
| ------------------------------------ | ------------------------------ |
| 1re législature philippine 1907-1909 | Honorio Rosales                |
| 2e législature philippine 1909-1912  | Vicente M. Obieta              |
| 3e législature philippine 1912-1916  | Tomas Gomez                    |
| 4e législature philippine 1916-1919  | Pedro K. Mendiola              |
| 5e législature philippine 1919-1922  | Pedro K. Mendiola              |
| 6e législature philippine 1922-1925  | Jose Avelino                   |
| 7e législature philippine 1925-1928  | Jose Avelino                   |
| 8e législature philippine 1928-1931  | Tiburcio Tancinco              |
| 9e législature philippine 1931-1934  | Tiburcio Tancinco              |
| 10e législature philippine 1934-1935 | Antolin D. Tan                 |
| 1re Assemblée nationale 1935-1938    | Tiburcio Tancinco              |
| 2e Assemblée nationale 1938-1941     | Agripino Escareal              |
| 3e Assemblée nationale 1941-1946     | Decoroso Rosales               |
| 1er Congrès 1946-1949                | Agripino Escareal              |
| 2e Congrès 1949-1953                 | Agripino Escareal              |
| 3e Congrès 1953-1957                 | Gregorio B. Tan                |
| 4e Congrès 1957-1961                 | Eladio T. Balite               |
| 5e Congrès 1961-1965                 | Eladio T. Balite               |
| 6e Congrès 1965-1969                 | Eladio T. Balite Eusebio Moore |

1. ↑  Meurt durant son mandat le 4 novembre 1956.
2. ↑  Meurt durant son mandat le 24 août 1967.
3. ↑  Élu député de Samar du Nord lors de l'élection partielle du 14 novembre 1967.

## Deuxième circonscription
- Villes : Catbalogan

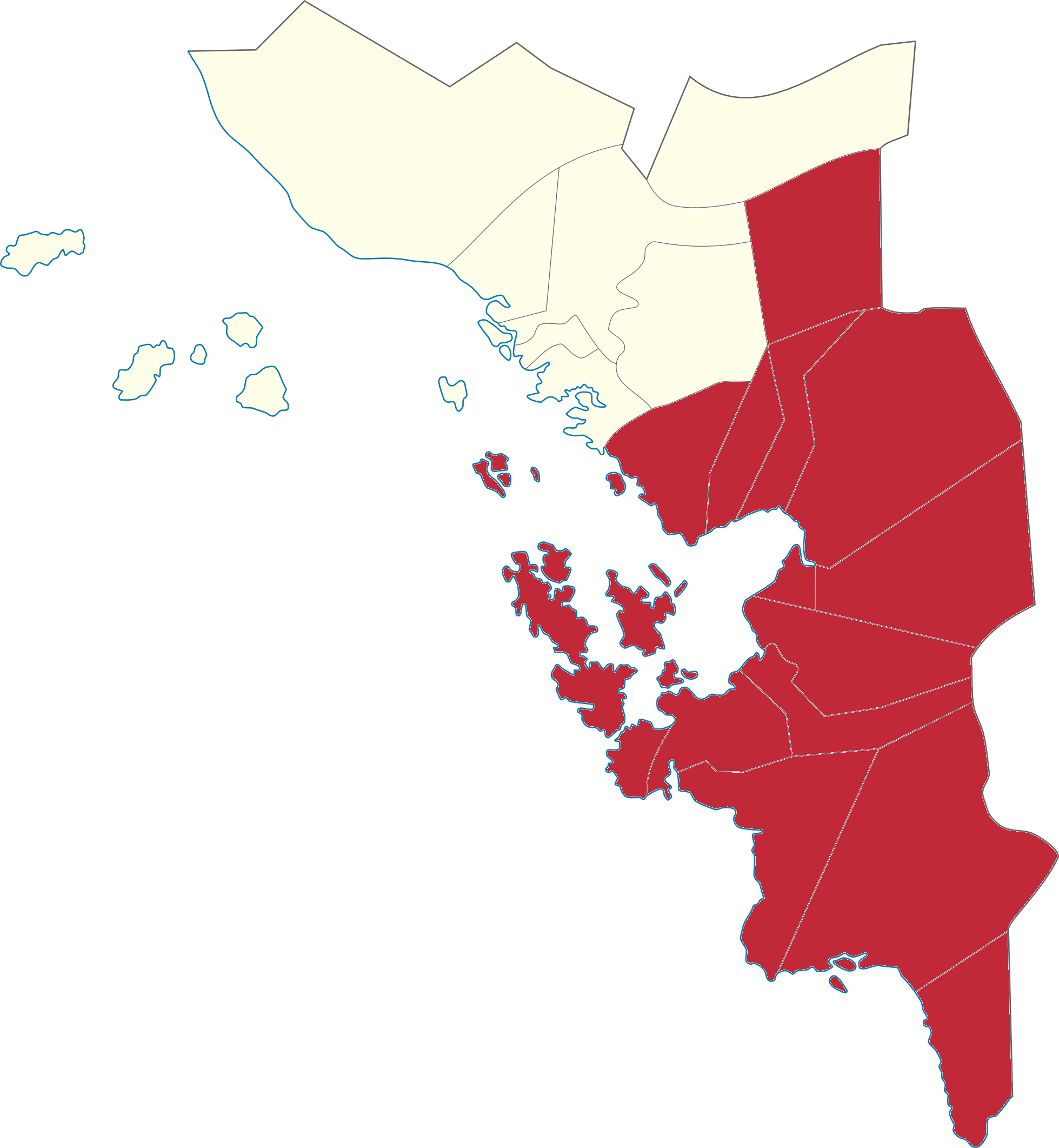
Carte de la deuxième circonscription

- Municipalités : Basey, Calbiga, Daram, Hinabangan, Jiabong, Marabut, Motiong, Paranas, Pinabacdao, San Jose de Buan, San Sebastian, Santa Rita, Talalora, Villareal, Zumarraga
- Population (2015) : 448 161[1]

| Période               | Député                     |
| --------------------- | -------------------------- |
| 8e Congrès 1987-1992  | Venancio T. Garduce        |
| 9e Congrès 1992-1995  | Catalino V. Figueroa       |
| 10e Congrès 1995-1998 | Catalino V. Figueroa       |
| 11e Congrès 1998-2001 | Antonio Eduardo B. Nachura |
| 12e Congrès 2001-2004 | Antonio Eduardo B. Nachura |
| 13e Congrès 2004-2007 | Catalino V. Figueroa       |
| 14e Congrès 2007-2010 | Sharee Ann T. Tan          |
| 15e Congrès 2010-2013 | Milagrosa T. Tan           |
| 16e Congrès 2013-2016 | Milagrosa T. Tan           |

### 1907-1969
- Municipalités : Almagro, Basey, Calbiga, Catbalogan, Gandara, Sannta Rita, Santo Niño, Tarangnan, Villareal, Wright, Zumarraga, Pinabacdao, Talalora, Hinabangan, Jiabong, Motiong, Marabut, Daram, San Sebastian, San Jose de Buan, Matuguinao

| Période                              | Député              |
| ------------------------------------ | ------------------- |
| 1re législature philippine 1907-1909 | Luciano Sinko       |
| 2e législature philippine 1909-1912  | Benito Azanza       |
| 3e législature philippine 1912-1916  | Jose Sabarre        |
| 4e législature philippine 1916-1919  | Pastor Salazar      |
| 5e législature philippine 1919-1922  | Pastor Salazar      |
| 6e législature philippine 1922-1925  | Pascual B. Azanza   |
| 7e législature philippine 1925-1928  | Pascual B. Azanza   |
| 8e législature philippine 1928-1931  | Serafin Marabut     |
| 9e législature philippine 1931-1934  | Serafin Marabut     |
| 10e législature philippine 1934-1935 | Serafin Marabut     |
| 1re Assemblée nationale 1935-1938    | Serafin Marabut     |
| 2e Assemblée nationale 1938-1941     | Pascual B. Azanza   |
| 3e Assemblée nationale 1941-1946     | Pedro R. Arteche    |
| 1er Congrès 1946-1949                | Tito V. Tizon       |
| 2e Congrès 1949-1953                 | Tito V. Tizon       |
| 3e Congrès 1953-1957                 | Marciano Lim        |
| 4e Congrès 1957-1961                 | Valeriano C. Yancha |
| 5e Congrès 1961-1965                 | Fernando R. Veloso  |
| 6e Congrès 1965-1969                 | Fernando R. Veloso  |

1. ↑  Devient automatiquement député de la circonscription unique de Samar occidental lors de la division de Samar en trois.

## Troisième circonscription (disparue)
- Municipalités : Balangiga, Borongan, Dolores, Guiuan, Llorente, Oras, San Julian, Sulat, Taft, Salcedo, Hernani, Quinapondan, General MacArthur, Mercedes, Can-avid, San Policarpo, Giporlos, Arteche, Maydolong, Balangkayan, Lawaan, Jipapad, Maslog

| Période                              | Député              |
| ------------------------------------ | ------------------- |
| 1re législature philippine 1907-1909 | Eugenio D. Daza     |
| 2e législature philippine 1909-1912  | Eladio Cinco        |
| 3e législature philippine 1912-1916  | Mariano Alde        |
| 4e législature philippine 1916-1919  | Jose Lugay Raquel   |
| 5e législature philippine 1919-1922  | Jose Lugay Raquel   |
| 6e législature philippine 1922-1925  | Iñigo Abenis        |
| 7e législature philippine 1925-1928  | Gerardo Morrero     |
| 8e législature philippine 1928-1931  | Gregorio B. Abogado |
| 9e législature philippine 1931-1934  | Gerardo Morrero     |
| 10e législature philippine 1934-1935 | Gerardo Morrero     |
| 1re Assemblée nationale 1935-1938    | Juan L. Bocar       |
| 2e Assemblée nationale 1938-1941     | Juan L. Bocar       |
| 3e Assemblée nationale 1941-1946     | Felix Opimo         |
| 1er Congrès 1946-1949                | Adriano D. Lomuntad |
| 2e Congrès 1949-1953                 | Gregorio B. Abogado |
| 3e Congrès 1953-1957                 | Gregorio B. Abogado |
| 4e Congrès 1957-1961                 | Felipe J. Abrigo    |
| 5e Congrès 1961-1965                 | Felipe J. Abrigo    |
| 6e Congrès 1965-1969                 | Felipe J. Abrigo    |

1. ↑  Devient automatiquement député de la circonscription unique de Samar oriental à la création de cette province en 1967.

## Circonscription unique (disparue)
| Période              | Député             |
| -------------------- | ------------------ |
| 6e Congrès 1965-1969 | Fernando R. Veloso |
| 7e Congrès 1969-1972 | Fernando R. Veloso |

1. ↑  Devient automatiquement député de la circonscription unique de Samar occidental lors de la division de Samar en trois..

## Circonscription plurinominale (disparue)
| Période                     | Député             |
| --------------------------- | ------------------ |
| Batasang Pambansa 1943-1944 | Cayetano Lucero    |
| Batasang Pambansa 1943-1944 | Serafin S. Marabut |
| Batasang Pambansa 1984-1986 | Jose A. Roño       |
| Batasang Pambansa 1984-1986 | Fernando R. Veloso |